# Darunee Kritboonyalai
Darunee Kritboonyalai ou Darunee Khrittabhunyalai (thaï : ดารุณี กฤตบุญญาลัย), surnommée Da (ชื่อเล่น: ดา), née le 3 août 1949 dans la province de Nong Khai, est une femme d'affaires, femme politique pro-Taksin Shinawatra, activiste des chemises rouges contre la dictature des militaires en Thaïlande et actrice thaïlandaise.
En 2018, elle est allée à l'hôpital pour des soins et s'est bien rétablie.

## Filmographie
- 2003 : The Adventure of Iron Pussy[5] / หัวใจทรนง
- 2005 : เหล็กไหล
- 2006 : Just Kids / ลูกตลก ตกไม่ไกลต้น (Luuk talok... Tok mai klaiton)
- 2006 : A bite of Love (ข้าวเหนียวหมูปิ้ง / Khao niao moo ping)[6]
- 2007 : รัก/สาม/เศร้า